# Kuća na granici sveta
Kuća na granici sveta je 5. epizoda stripa Marti Misterija. Premijerno je objavljena 01.08.1982. pod nazivom La casa ai confini del mondo za izdavačku kuću Boneli (Italija). Imala je 64 strane. Cena je bila 700 lira ($0,51; 1,25 DEM). Epizodu je nacrtao Anđelo Marija Riči, a scenario napisao Alfredo Kasteli. Naslovnu stranu nacrtao je Đankarlo Alesandrini.

## Izdanje u Srbiji
U Srbiji, deo tadašnje SFRJ, ova epizoda je objavljena prvi put 1983. godine kao vanredno izdanje Lunov magnus stripa u dva dela u izdanju Dnevnika iz Novog Sada. Prvi deo objavljen je u br. 4 (str. 67-98), a drugi deo u br. 5 (str. 99-194). Cena sveske bila je 60 dinara (1,55 DEM; 0,58 $).

## Kratak sadržaj
Karlos Agreda, sitni kriminalac, pojavio se niotkuda ispred glavne železnčke stanice u Nju Jorku. Policija kasnije saznaje da je samo 45 minuta ranije ista osoba počinila ubistvo u kući u Providensu (država Rod Ajlend). Niko nije mogao za 45 minuta da stigne od Providensa do Nju Jorka. Inspektor Travis angažuje Martija da ispita ovaj neobičan slučaj. 
Marti i Java kreću u Providens i tamo saznaju da je kuća u kojo je Agreda počinio zločin zapravo kuća u kojoj je živeo Hauard P. Lavkraft, čuveni pisac naučno-fantastičnih i horor priča. Kuća je već izgorela 1937. godine, kada je Lavkraft umro. Mart i Java sreću Pikmana, slikara koji im nagoveštava da je kuća ukleta. Kada uđu u kuću, uveravaju se da je Pikman imao pravo.

### Lokacije
Wašington Mjuz 3, Nju Jork (Nju Jork), Providens (Rhode Island).

## Inspiracija književnošću i filmom
Epizoda je bazirana na priči H. F. Lavkrafta „Pikmanov model”. Aluzija na planine ludila takođe predstavlja motiv iz istoimene Lavkraftove kratke priče iz ciklusa Ktulu.
Halucinacije koje Marti, Java i Dijana doživljavaju nakon prolaska kroz gvozdena vrata očigledne su aluzije na film Altered States Kena Rasela iz 1980. godine. Centralni crtež na str. 79 originalne epizode verno reprodukuje završnu scenu filma.

## Izmene u italijanskim reprizama
Između originala i reprinta TuttoMistere iz 1989. godine, kao i obično, napravljene su brojne izmene i adaptacije, ponekad da bi se ispravile male nedoslednosti, a druge da se epizoda uskladila sa promenjenom realnošću ostatka serijala. U ovom slučaju, pored uobičajenih podešavanja balona i natpisa (estetski više u skladu sa modernim kriterijumima čitljivosti) i promene računara (od  Apple II do "modernog" Macintosh Plus), nalazimo snižavanje Kipa Slobode u prvoj vinjeti stranice 21 (u originalu), dok su u trećem kadru na strani 75 izmenjene drške vrata teških metala (prvobitno ih nije bilo).

### Crtež
Ovo je druga epizoda koju je nacrtao Anđelo Riči. Za razliku od prethodne epizode (Operacija Arka), u kojoj je sva lica Martija, Jave i Dijane nacrtao Franko Binjoti, ovoga puta je Riči bio kompletan autor. Dijana je po Ričijevom crtežu predstavljena kao snažan seks simbol.
Kao i prethodnoj epizodi koju je nacrtao Riči, tako i se sada prednja strana Misterijine kuće malo razlikuje od modela koji su prethodno uspostavili Alesandrini i Binjoti u prve četiri epizode. Na strani 83 Riči još uvek crta zvono i natpis sa imenom Mistere na desnoj strani vrata, dok bi oba trebalo da budu na samim vratima, zvono sa leve strane i oznaka odmah pored njega, desno. Ričijeva takođe takođe predstavlja nepostojeći krov odmah iznad ulaza.

### Naslovna stranica
Pošto je u bivšoj Jugoslaviji u prvih 13 epizoda Marti Misterija smenjivao sa Đilom na naslovnoj stranici vanrednog izdanja LMS, originalna naslovnica za ovu epizodu je preskočena, pa je objavljena tek kasnije za #41 (epizoda Velika magija).

## Reprize epizode u Srbiji
U Srbiji je ova epizoda reprizirana u knjizi #1 kolekcionarske edicije Biblioteka Marti Mistrija koju je objavio Veseli četvrtak, 31.10.2013.

## Prethodna i naredna sveska vanrednog izdanja LMS
Prethodna sveska nosila je naziv Prokleto pleme (#4), a naredna Zločin u praistoriji (#6).